# Icona alba
Icona alba là một loài nhện trong họ Theridiidae.
Loài này thuộc chi Icona. Icona alba được Raymond Robert Forster miêu tả năm 1955.